# Matej Cigale
Matej Cigale, slovenski pravnik, jezikoslovec, terminolog, urednik, * 2. september 1819, Lome, Občina Idrija, † 20. april 1889, Dunaj.

## Življenjepis
Rodil se je v kmečki družini očetu Jožefu in materi Neži (rojena Tominec).
Cigale, ki je bil eden najvplivnejših slovenskih jezikoslovcev v 19. stoletju, je ljudsko šolo obiskoval na Črnem Vrhu (1830), gimnazijo v Gorici (do 1841), teologijo je študiral v Ljubljani (1841), pravo pa v Gradcu (do 1843) in Dunaju, kjer je leta 1846 študij končal. Do konca leta 1847 je bil sodni praktikant v Gorici (tribunale civico-provinciale), napravil ob novem letu 1848 izpit za sodnika, zapustil državno službo in bil od 1. julija 1848 do srede septembra 1849 v Ljubljani tajnik Slovenskega društva in urednik Slovenije. Leta 1850 se je vrnil na Dunaj, kjer je do smrti delal v uredništvu državnega zakonika in dosegel naslov vladnega svetnika.

## Delo
Leta 1853 je uredil slovenski del Juridisch-politische Terminologie für die slavischen Sprachen Österreichs in pripravil za tisk Mažgon-Krajnčev prevod občega državljanskega zakonika. S temi deli in mnogimi strokovnimi članki v Slovenskem pravniku je postavil temelje slovenski pravni terminologiji in strokovnemu jeziku nasploh. Kot strokovni ocenjevalec je vplival tudi na jezik v šolskih učbenikih. Ves čas se je ukvarjal z vprašanji slovenskega knjižnega jezika. V raznih časopisih (Slovenski glasnik, Novice) je objavljal razprave o pravopisu, sklanjatvi in oblikoslovju. Zaradi dobrega poznavanja slovenščine in terminologije so mu zaupali uredništvo Wolfovega nem. - slov. slovarja. Rokopis, ki so ga pripravljali nad 50 let, je prevzel 1854 in ga dopolnil in dodelal tako, da je Deutch-slovenisches Wörterbuch izšel leta 1860. To je bil prvi večji slovenski tiskani slovar. Kot dopolnilo k slovarju je izdal še Znanstveno terminologijo s posebnim ozirom na srednja učilišča, ki velja za prvi slovenski terminološki slovar.
Po njem se imenuje Cigaletova ulica v Ljubljani.